# Џуанологија
Џуанологија (кин: 壮学, 壯學, Zhuàngxué) је наука о проучавању историје, језика и култура народа Џуани. То је појам који се користи у Европи. У Америци иста дисциплина се назива „џуан студија“.
Џуанологију, многи људи сматрају друштвеном науком, неки је сматрају и граном етнологије, али она представља мешавину природних и друштвених наука. Назив је око 1957. године увео Хуанг Сјенфан из Кине. Хуанг се сматра оцем џуанологије, кинески најистакнутији џуанолог и аутор многих књига и чланака на ову тему.
Први историчари који су објављивали радове на ову тему, а потичу од народа Џуани су били: Хуанг Сјенфан и његови студенти Хуанг Зенгкијанг, Цанг Јиминг, Хуанг Шаокинг.